# Forti Taku

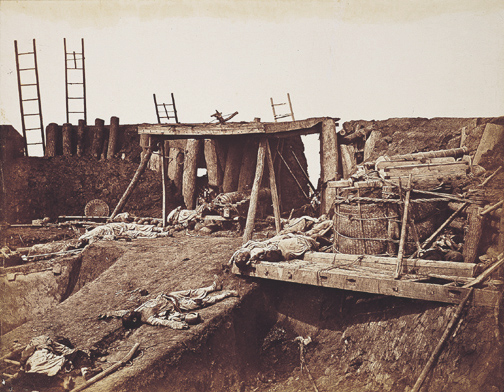
Interno dell'angolo del Forte Nord subito dopo la cattura, 21 agosto 1860. Foto di Felice Beato.

I forti di Taku (cinese: 大沽炮台; pinyin: Dàgū Pàotái; letteralmente, “Taku batteria”), chiamati anche forti di Peiho (cinese:白河碉堡; pinyin: Báihé Diāobǎo) sono fortezze situate nella foce del fiume Hai He, nel distretto di Tanggu, comune di Tianjin, nel nordest della Cina. Si trovano a 60 km al sudest della città di Tiajin.
Durante la rivolta dei Boxer, la coalizione formata da 8 nazioni eseguì un attacco congiunto da terra e via mare contro i forti, allo scopo di assicurarsi un approdo sicuro, in quanto le batterie del forte avrebbero rappresentato una seria minaccia per il naviglio alleato nel caso in cui l’esercito regolare si fosse schierato con i rivoltosi. Il piano fu concepito con una doppia direttrice d’attacco, una dal mare, ove il compito di bombardare le fortificazioni era demandando alle cannoniere alleate, e da terra, dove un centinaio di uomini si sarebbe mosso per occupare i forti. il Comandante Casella, fece preparare per l’azione un quarto distaccamento, di 24 uomini, prelevato tra i membri dell‘equipaggio dell’Elba e della Calabria, agli ordini del tenente di vascello Tanca. Le forze alleate occuparono i forti il 16 giugno, dopo furiosi combattimenti che incominciarono prima della mezzanotte

## Composizione delle fortificazioni
- Forte Nord- Ovest, il più a monte sulla riva sinistra. 4 cannoni da 120 mm Krupp; 2 da 5 pollici Vavasseur; 10 da 8 c/m Krupp. Altre artiglierie minori o antiquate, fra le quali 7 cannoni da 150 m/m Armstrong, ad avancarica.
- Forte Nord, riunito al precedente da una via trincerata. Un cannone da 152 m/m; 2 da 120 m/m 7 da 6 pollici. Altre artiglierie come sopra.
- Forte Sud N. 1, presso a poco di fronte al forte Nord, dall'altra parte del fiume. 3 cannoni da 152 m/m; I da 150 mm; 2 da 120 m/m; 6 da 6 pollici ; 5 da 8 c/m. Artiglierie minori ecc.
- Forte Sud N. 2, a Sud del precedente. 2 cannoni da 24 c/m; 2 da 21 c/m; 2 da 150 mm; 4 da 6 pollici; 4 da 16 mm. Artiglierie minori ecc.
- Forte Sud N. 3, il più piccolo di tutti, interposto fra gli altri due forti del Sud. 4 cannoni da 6 pollici ; 9 da 8 c/m. Artiglierie minori ecc